# Persone di nome Gregorio
| Questa pagina contiene informazioni ricavate automaticamente dalle voci biografiche con l'ausilio del template Bio e di un bot. L'aggiornamento è periodico e automatico e ricostruisce completamente la pagina. Se manca una persona in questa lista, sei pregato di non aggiungerla, ma accertati piuttosto che la sua voce biografica contenga il template Bio e che i dati anagrafici siano correttamente compilati. Se il template Bio manca, inseriscilo tu stesso o, in alternativa, metti l'avviso {{tmp\|Bio}} che ne segnala la mancanza. Se i dati riportati sono sbagliati, correggi direttamente la voce biografica; le modifiche saranno visibili in questa lista entro pochi giorni. Per chiarimenti vedi il progetto antroponimi. La lista contiene solo le 230 persone che sono citate nell'enciclopedia e per le quali è stato implementato correttamente il template Bio. Pagina aggiornata al 6 ago 2025. |

Questa è una lista di persone presenti nell'enciclopedia che hanno il nome Gregorio, suddivise per attività principale.

## Abati(3)
- Gregorio da Cerchiara, abate e santo italiano (Calabria, n. 940 - Burtscheid, † 999)
- Gregorio di Utrecht, abate e vescovo tedesco (Treviri - Utrecht, † 780)
- Gregorio di Montesacro, abate e poeta italiano (Puglia)

## Allenatori di calcio(3)
- Gregorio Manzano, allenatore di calcio spagnolo (Bailén, n. 1956)
- Gregorio Mauro, allenatore di calcio e ex calciatore italiano (Catanzaro, n. 1957)
- Gregorio Pérez, allenatore di calcio e ex calciatore uruguaiano (Maldonado, n. 1948)

## Ammiragli(1)
- Gregorio Ronca, ammiraglio, scienziato e inventore italiano (Solofra, n. 1859 - Napoli, † 1911)

## Anarchici(1)
- Gregorio Jover, anarchico spagnolo (Teruel, n. 1891 - Messico, † 1964)

## Architetti(1)
- Gregorio Petondi, architetto svizzero (Castel San Pietro, n. 1732 - Genova, † 1817)

## Arcivescovi(2)
- Gregorio Asbesta, arcivescovo italiano
- Gregorio Bandi, arcivescovo italiano (Cesena, n. 1736 - Terracina, † 1802)

## Arcivescovi cattolici(2)
- Gregorio Carafa, arcivescovo cattolico italiano (Napoli, n. 1588 - Salerno, † 1675)
- Gregorio di Sanok, arcivescovo cattolico polacco (Sanok - Rohatyn, † 1477)

## Arcivescovi ortodossi(14)
- Gregorio Ciprio, arcivescovo ortodosso e teologo bizantino (Cipro, n. 1241 - † 1290)
- Gregorio V di Alessandria, arcivescovo ortodosso egiziano († 1486)
- Gregorio IV di Alessandria, arcivescovo ortodosso egiziano († 1412)
- Gregorio III di Alessandria, arcivescovo ortodosso egiziano († 1366)
- Gregorio II di Alessandria, arcivescovo ortodosso egiziano († 1354)
- Gregorio I di Alessandria, arcivescovo ortodosso egiziano († 1263)
- Gregorio I di Gerusalemme, arcivescovo ortodosso bizantino (Gerusalemme)
- Gregorio II di Gerusalemme, arcivescovo ortodosso bizantino
- Gregorio III di Gerusalemme, arcivescovo ortodosso bizantino
- Gregorio IV di Costantinopoli, arcivescovo ortodosso greco
- Gregorio V, arcivescovo ortodosso greco (Dimitsana, n. 1746 - Costantinopoli, † 1821)
- Gregorio VI di Costantinopoli, arcivescovo ortodosso greco (Rumeli Fenere, n. 1798 - Arnavutköy, † 1881)
- Gregorio VII di Costantinopoli, arcivescovo ortodosso greco (Sifanto, n. 1850 - † 1924)
- Gregorio III di Costantinopoli, arcivescovo ortodosso bizantino (Roma, † 1459)

## Attori(1)
- Gregorio Di Lauro, attore italiano (Miggiano, n. 1929 - Manduria, † 2012)

## Autori televisivi(1)
- Gregorio Paolini, autore televisivo e produttore televisivo italiano (Udine, n. 1954)

## Avvocati(1)
- Gregorio Fierli, avvocato italiano (Cortona, n. 1744 - Firenze, † 1807)

## Biblisti(1)
- Gregorio Vivaldelli, biblista e saggista italiano (Riva del Garda, n. 1967)

## Calciatori(16)
- Gregorio Amestoy, calciatore filippino (La Carlota, n. 1916 - † 1972)
- Gregorio Basilico, ex calciatore italiano (Cogliate, n. 1950)
- Gregorio Benito, calciatore spagnolo (El Puente del Arzobispo, n. 1946 - Madrid, † 2020)
- Gregorio Blasco, calciatore spagnolo (Mundaka, n. 1909 - Città del Messico, † 1983)
- Gregorio Esperón, calciatore e allenatore di calcio argentino (Buenos Aires, n. 1917 - Buenos Aires, † 2000)
- Gregorio Fonseca, ex calciatore spagnolo (La Seca, n. 1965)
- Gregorio Gómez, calciatore messicano (n. 1924 - † 1988)
- Gregorio Luperini, calciatore italiano (Pisa, n. 1994)
- Gregorio Porcaro, calciatore italiano
- Gregorio Rodríguez, calciatore uruguaiano
- Gregorio Rodríguez, calciatore argentino (Córdoba, n. 2000)
- Gregorio Salvador Elá, ex calciatore equatoguineano (Mongomo, n. 1981)
- Gregorio Samaniego, calciatore argentino (n. 1917)
- Gregorio Sierra, calciatore spagnolo (Murcia, n. 1993)
- Gregorio Tanco, calciatore argentino (Pilar, n. 1999)
- Gregorio van der Biezen, ex calciatore olandese (n. 1996)

## Cardinali(11)
- Gregorio María Aguirre y García, cardinale e arcivescovo cattolico spagnolo (La Pola de Gordón, n. 1835 - Toledo, † 1913)
- Gregorio Barbarigo, cardinale e vescovo cattolico italiano (Venezia, n. 1625 - Padova, † 1697)
- Gregorio Carelli, cardinale italiano (Roma - † 1211)
- Gregorio Cortese, cardinale e arcivescovo cattolico italiano (Modena, n. 1483 - Roma, † 1548)
- Gregorio de Galgano, cardinale italiano (Monte Sant'Angelo)
- Gregorio Naro, cardinale e vescovo cattolico italiano (Roma, n. 1581 - Rieti, † 1634)
- Gregorio Paparoni, cardinale e abate italiano († 1099)
- Gregorio Petrocchini, cardinale e vescovo cattolico italiano (Montelparo, n. 1536 - Roma, † 1612)
- Gregorio Anton Maria Salviati, cardinale italiano (Firenze, n. 1727 - Roma, † 1794)
- Gregorio Sellari, cardinale e teologo italiano (Panicale, n. 1654 - Roma, † 1729)
- Gregorio Theodoli, cardinale italiano (Forlì - Anagni, † 1227)

## Cestisti(2)
- Gregorio Agós, cestista uruguaiano (Montevideo, n. 1913 - † 2001)
- Gregorio Estrada, ex cestista spagnolo (Madrid, n. 1951)

## Ciclisti su strada(1)
- Gregorio San Miguel, ex ciclista su strada spagnolo (Balmaseda, n. 1940)

## Comici(1)
- Goyo Jiménez, comico, attore e personaggio televisivo spagnolo (Melilla, n. 1970)

## Compositori(3)
- Gregorio Allegri, compositore, presbitero e cantore italiano (Roma - Roma, † 1652)
- Gregorio Sciroli, compositore italiano (Napoli, n. 1722 - † 1781)
- Gregorio Turini, compositore italiano (Brescia - Praga)

## Condottieri(1)
- Gregorio Stendardi, condottiero italiano (Montebenichi)

## Critici cinematografici(1)
- Gregorio Napoli, critico cinematografico e giornalista italiano (Palermo, n. 1934 - Palermo, † 2010)

## Drammaturghi(1)
- Gregorio Misarti, drammaturgo e giornalista italiano (Scigliano, n. 1805 - Scigliano, † 1876)

## Farmacisti(1)
- Gregorio Rigo, farmacista, botanico e patriota italiano (Torri del Benaco, n. 1841 - Torri del Benaco, † 1922)

## Filologi(1)
- Gregorio Tifernate, filologo, grecista e umanista italiano (Cortona, n. 1414 - Venezia, † 1462)

## Filosofi(4)
- Gregorio Bressani, filosofo italiano (Treviso, n. 1703 - Padova, † 1771)
- Gregorio Caloprese, filosofo, medico e matematico italiano (Scalea, n. 1654 - Scalea, † 1715)
- Gregorio Messere, filosofo, poeta e filologo italiano (Torre Santa Susanna, n. 1636 - Napoli, † 1708)
- Gregorio da Rimini, filosofo e teologo italiano (Rimini, n. 1300 - Vienna, † 1358)

## Funzionari(3)
- Gregorio il Patrizio, funzionario e militare bizantino († 648)
- Gregorio, funzionario bizantino
- Gregorio, funzionario bizantino

## Generali(5)
- Gregorio García de la Cuesta, generale spagnolo (Tudanca, n. 1741 - Palma di Maiorca, † 1811)
- Gregorio, generale bizantino
- Gregorio Preljub, generale serbo (n. 1312 - † 1355)
- Gregorio Tarcaniota, generale bizantino
- Gregorio del Pilar, generale filippino (Bulacan, n. 1875 - Tirad Pass, † 1899)

## Giornalisti(1)
- Gregorio Mattei, giornalista e politico italiano (Montepaone, n. 1761 - Napoli, † 1799)

## Giuristi(1)
- Gregorio López de Tovar, giurista spagnolo (Valladolid, n. 1547 - Valladolid, † 1636)

## Grammatici(1)
- Gregorio di Corinto, grammatico e vescovo bizantino

## Hockeisti su ghiaccio(1)
- Gregorio Gios, hockeista su ghiaccio italiano (Asiago, n. 1999)

## Imprenditori(1)
- Gregorio Gregorj, imprenditore e politico italiano (Casier, n. 1853 - Treviso, † 1931)

## Kickboxer(1)
- Gregorio Di Leo, kickboxer italiano (Palermo, n. 1983)

## Letterati(1)
- Gregorio Leti, letterato italiano (Milano, n. 1630 - Amsterdam, † 1701)

## Mafiosi(3)
- Gregorio Agrigento, mafioso italiano (San Cipirello, n. 1935 - Partinico, † 2020)
- Gregorio Bellocco, mafioso italiano (Rosarno, n. 1955)
- Gregorio Conti, mafioso italiano (Comitini, n. 1874 - Pittsburgh, † 1919)

## Magistrati(1)
- Gregorio Caccia, magistrato e politico italiano (Palermo, n. 1815 - Roma, † 1896)

## Matematici(2)
- Gregorio Fontana, matematico e religioso italiano (Nogaredo, n. 1735 - Milano, † 1803)
- Gregorio Ricci Curbastro, matematico italiano (Lugo, n. 1853 - Bologna, † 1925)

## Medici(2)
- Gregorio Marañón, medico, scrittore e filosofo spagnolo (Madrid, n. 1887 - Madrid, † 1960)
- Gregorio Sebastio, medico e naturalista italiano (Novoli, n. 1878 - Maglie, † 1921)

## Mercanti(1)
- Gregorio Dati, mercante e scrittore italiano (Firenze, n. 1362 - Firenze, † 1435)

## Militari(3)
- Gregorio Carafa, militare italiano (Castelvetere, n. 1615 - La Valletta, † 1690)
- Gregorio Aráoz de Lamadrid, militare e politico argentino (San Miguel de Tucumán, n. 1795 - Buenos Aires, † 1857)
- Gregorio de Falco, militare e politico italiano (Napoli, n. 1965)

## Monaci cristiani(5)
- Gregorio Acindino, monaco cristiano e teologo bizantino
- Gregorio di Pečers'k, monaco cristiano ucraino († 1093)
- Gregorio da Catino, monaco cristiano e archivista italiano (Poggio Catino - Farfa)
- Gregorio del Sinai, monaco cristiano bizantino († 1346)
- Gregorio Palamas, monaco cristiano e arcivescovo ortodosso bizantino (Costantinopoli, n. 1296 - Tessalonica, † 1359)

## Musicisti(1)
- Gregorio Strozzi, musicista e clavicembalista italiano (San Severino Lucano - Napoli, † 1692)

## Musicologi(1)
- Gregorio Maria Suñol, musicologo spagnolo (Barcellona, n. 1879 - Roma, † 1946)

## Nobili(6)
- Gregorio Boncompagni, V duca di Sora, nobile italiano (Roma, n. 1642 - Roma, † 1707)
- Gregorio Boncompagni, II duca di Sora, nobile italiano (Milano, n. 1590 - Napoli, † 1628)
- Gregorio III di Napoli, nobile italiano (Napoli, † 870)
- Gregorio di Tuscolo, nobile e politico italiano († 1012)
- Gregorio II dei conti di Tuscolo, nobile italiano († 1058)
- Gregorio III dei conti di Tuscolo, nobile italiano († 1108)

## Nuotatori(1)
- Gregorio Paltrinieri, nuotatore italiano (Carpi, n. 1994)

## Papi(16)
- Papa Gregorio I, papa, vescovo e santo italiano (Roma - Roma, † 604)
- Papa Gregorio II, papa, cardinale e santo italiano (Roma, n. 669 - Roma, † 731)
- Papa Gregorio III, papa, vescovo e santo siro (Siria, n. 690 - Roma, † 741)
- Papa Gregorio IV, papa italiano (Roma - Roma, † 844)
- Papa Gregorio V, papa, cardinale e vescovo tedesco (Stainach - Roma, † 999)
- Papa Gregorio VI, papa e vescovo italiano (Roma - Colonia, † 1047)
- Papa Gregorio VII, papa, vescovo cattolico e santo italiano (Soana - Salerno, † 1085)
- Papa Gregorio VIII, papa e cardinale italiano (Benevento - Pisa, † 1187)
- Papa Gregorio IX, papa, vescovo cattolico e cardinale italiano (Anagni - Roma, † 1241)
- Papa Gregorio X, papa, vescovo cattolico e beato italiano (Piacenza - Arezzo, † 1276)
- Papa Gregorio XI, papa, vescovo cattolico e cardinale francese (Rosiers-d'Égletons, n. 1330 - Roma, † 1378)
- Papa Gregorio XII, papa, vescovo cattolico e cardinale italiano (Venezia - Recanati, † 1417)
- Papa Gregorio XIII, papa, vescovo cattolico e cardinale italiano (Bologna - Roma, † 1585)
- Papa Gregorio XIV, papa, vescovo cattolico e cardinale italiano (Somma Lombardo, n. 1535 - Roma, † 1591)
- Papa Gregorio XV, papa, arcivescovo cattolico e cardinale italiano (Bologna, n. 1554 - Roma, † 1623)
- Papa Gregorio XVI, papa, vescovo cattolico e cardinale italiano (Belluno, n. 1765 - Roma, † 1846)

## Patriarchi cattolici(5)
- Gregorio Correr, patriarca cattolico e letterato italiano (Venezia, n. 1409 - Verona, † 1464)
- Giuseppe Gaetani d'Aragona, patriarca cattolico, diplomatico e nobile italiano (Piedimonte Matese, n. 1643 - † 1710)
- Gregorio III Laham, patriarca cattolico siriano (Daraya, n. 1933)
- Gregorio da Montelongo, patriarca cattolico italiano (Ferentino - Cividale del Friuli, † 1269)
- Gregorio II Youssef-Sayour, patriarca cattolico egiziano (Rosetta, n. 1823 - Damasco, † 1897)

## Pianisti(2)
- Gregorio Alicata, pianista, cantante e compositore italiano (Giarre Riposto, n. 1940)
- Gregorio Nardi, pianista italiano (Firenze, n. 1964)

## Piloti automobilistici(1)
- Gregorio Bertocco, pilota automobilistico italiano (Valdagno, n. 2005)

## Piloti motociclistici(1)
- Gregorio Lavilla, pilota motociclistico e dirigente sportivo spagnolo (L'Hospitalet de l'Infant, n. 1973)

## Pittori(9)
- Gregorio De Ferrari, pittore italiano (Porto Maurizio, n. 1647 - Genova, † 1726)
- Gregorio Boni, pittore italiano
- Gregorio Guglielmi, pittore italiano (Roma, n. 1714 - San Pietroburgo, † 1773)
- Gregorio Lazzarini, pittore italiano (Venezia, n. 1655 - Villabona Veronese, † 1730)
- Gregorio Maltzeff, pittore russo (Nižnij Novgorod, n. 1881 - Spoleto, † 1953)
- Gregorio Pagani, pittore italiano (Firenze, n. 1559 - Firenze, † 1605)
- Gregorio Preti, pittore italiano (Taverna, n. 1603 - Roma, † 1672)
- Gregorio Sciltian, pittore, costumista e illustratore russo (Naxçıvan sul Don, n. 1900 - Roma, † 1985)
- Gregorio di Cecco, pittore italiano

## Poeti(4)
- Gregorio Comanini, poeta e storico italiano (Mantova - Gubbio, † 1608)
- Gregorio di Narek, poeta, monaco cristiano e teologo armeno (n. 951 - † 1003)
- Gregorio Romeo, poeta e patriota italiano (Acireale, n. 1825 - Malta, † 1850)
- Gregorio Scalise, poeta italiano (Catanzaro, n. 1939 - Bologna, † 2020)

## Politici(16)
- Gregorio Agnini, politico e imprenditore italiano (Finale Emilia, n. 1856 - Roma, † 1945)
- Gregorio Álvarez, politico e generale uruguaiano (Lavalleja, n. 1925 - Montevideo, † 2016)
- Greg Casar, politico e attivista statunitense (Houston, n. 1989)
- Gregorio De Filippis Delfico, politico, poeta e scrittore italiano (Napoli, n. 1801 - Notaresco, † 1847)
- Gregorio Dell'Anna, politico italiano (Nardò, n. 1954)
- Gregorio Fontana, politico italiano (Bergamo, n. 1963)
- Gregorio Gitti, politico e avvocato italiano (Brescia, n. 1964)
- Gregorio di Benevento, politico e militare longobardo († 739)
- Gregorio, politico romano
- Gregorio Honasan, politico e ex militare filippino (Baguio, n. 1948)
- Greg Lopez, politico statunitense (Dallas, n. 1964)
- Gregorio Luperón, politico dominicano (San Felipe de Puerto Plata, n. 1839 - † 1897)
- Gregorio Morisciano, politico italiano (n. 1892)
- Gregorio Sablan, politico statunitense (Saipan, n. 1955)
- Gregorio Salvini, politico, presbitero e scrittore italiano (Nessa, n. 1696 - Nessa, † 1789)
- Gregorio Sella, politico italiano (Mosso Santa Maria, n. 1815 - Torino, † 1862)

## Presbiteri(3)
- Gregorio Aglipay, presbitero, rivoluzionario e attivista filippino (Batac, n. 1860 - Manila, † 1940)
- Gregorio di Spoleto, presbitero romano (Spoleto, † 304)
- Gregorio Ugdulena, presbitero, orientalista e politico italiano (Termini Imerese, n. 1815 - Roma, † 1872)

## Principi(1)
- Gregorio Taronita, principe e militare armeno

## Produttori cinematografici(1)
- Gregorio Paonessa, produttore cinematografico italiano (Catanzaro, n. 1957)

## Pugili(1)
- Gregorio Peralta, pugile argentino (Santa Fe, n. 1935 - † 2001)

## Religiosi(5)
- Gregorio Celli, religioso italiano (Verucchio - Rieti)
- Gregorio Chirivás Lacambra, religioso spagnolo (Siétamo, n. 1880 - Barbastro, † 1936)
- Gregorio di Cesarea, religioso bizantino
- Gregorio da Spoleto, religioso e umanista italiano (Matrignano, n. 1460 - Lione)
- Gregorio Maria Rocco, religioso italiano (Napoli, n. 1700 - Napoli, † 1782)

## Sciatori alpini(2)
- Gregorio Bernardi, sciatore alpino italiano (n. 2004)
- Igor Cigolla, ex sciatore alpino italiano (Cavalese, n. 1963)

## Scrittori(2)
- Gregorio de Laferrère, scrittore argentino (Buenos Aires, n. 1867 - Buenos Aires, † 1913)
- Gregorio Martínez Sierra, scrittore, drammaturgo e impresario teatrale spagnolo (Madrid, n. 1881 - Madrid, † 1947)

## Scultori(5)
- Gregorio Fernández, scultore spagnolo (Sarria, n. 1576 - Valladolid, † 1636)
- Gregorio di Lorenzo, scultore italiano († 1504)
- Gregorio Morlaiter, scultore italiano (Venezia, n. 1738 - Venezia, † 1784)
- Gregorio Tedeschi, scultore italiano (Seravezza)
- Gregorio Zappalà, scultore italiano (Siracusa, n. 1833 - Messina, † 1908)

## Storici(1)
- Gregorio De Lauro, storico e abate italiano (Castrovillari, n. 1614 - Chiaromonte)

## Storici dell'arte(1)
- Gregorio Rossi, storico dell'arte italiano (Massa Marittima, n. 1951)

## Tenori(1)
- Gregorio Babbi, tenore italiano (Cesena, n. 1708 - Cesena, † 1768)

## Teologi(1)
- Barebreo, teologo, storico e vescovo cristiano orientale siro (Melitene, n. 1226 - Maraga, † 1286)

## Umanisti(3)
- Gregorio Amaseo, umanista italiano (Udine, n. 1464 - Udine, † 1541)
- Gregorio di Valencia, umanista spagnolo (Medina del Campo, n. 1550 - Napoli, † 1603)
- Gregorio Hernández de Velasco, umanista, traduttore e presbitero spagnolo (Toledo, n. 1525 - † 1586)

## Vescovi(10)
- Gregorio di Tours, vescovo francese (Clermont-Ferrand - Tours, † 594)
- Gregorio Nazianzeno, vescovo e teologo greco antico (Nazianzo, n. 329 - Nazianzo)
- Gregorio di Nissa, vescovo e teologo greco antico (Cesarea in Cappadocia, n. 335 - Nissa)
- Gregorio Taumaturgo, vescovo greco antico (Neocesarea del Ponto - Neocesarea del Ponto)
- Gregorio di Nona, vescovo croato
- Gregorio Nazianzeno il vecchio, vescovo romano († 374)
- Gregorio II di Agrigento, vescovo italiano (Agrigento, n. 559 - Agrigento, † 630)
- Gregorio di Elvira, vescovo spagnolo (n. 320 - † 405)
- Gregorio di Auxerre, vescovo francese (Auxerre)
- Gregorio IV, vescovo (Distretto di Shuf, n. 1859 - Damasco, † 1928)

## Vescovi ariani(1)
- Gregorio di Cappadocia, vescovo ariano greco antico († 348)

## Vescovi cattolici(14)
- Gregorio Alessandri, vescovo cattolico italiano (Fiesole, n. 1728 - Cortona, † 1802)
- Gregorio Boldrini, vescovo cattolico italiano (Mantova - Mantova, † 1574)
- Gregorio Carbonelli, vescovo cattolico e teologo italiano (Paola, n. 1561 - † 1624)
- Gregorio Ceruelo la Fuente, vescovo cattolico spagnolo (Paredes de Nava, n. 1755 - Oviedo, † 1836)
- Gregorio Diamare, vescovo cattolico e abate italiano (Napoli, n. 1865 - Sant'Elia Fiumerapido, † 1945)
- Gregorio di Dunkeld, vescovo cattolico scozzese († 1169)
- Gregorio Maria Grassi, vescovo cattolico, missionario e santo italiano (Castellazzo Bormida, n. 1833 - Taiyuan, † 1900)
- Gregorio, vescovo cattolico italiano (Bergamo - Bergamo, † 1146)
- Gregorio V di Ostia, vescovo cattolico e cardinale italiano (Logroño, † 1044)
- Gregorio Magalotti, vescovo cattolico italiano (Roma - Bologna, † 1537)
- Gregorio Martínez Sacristán, vescovo cattolico spagnolo (Villarejo de Salvanés, n. 1946 - Zamora, † 2019)
- Gregorio Panzani, vescovo cattolico italiano (n. 1592 - Mileto, † 1660)
- Gregorio Pedroca, vescovo cattolico italiano (Mantova - Acqui Terme, † 1631)
- Gregorio da Roma, vescovo cattolico italiano († 823)

## Vescovi cristiani orientali(4)
- Gregorio Illuminatore, vescovo cristiano orientale e santo armeno (Armenia)
- Gregorio VI di Cilicia, vescovo cristiano orientale armeno
- Gregorio VII di Anavarza, vescovo cristiano orientale armeno
- Gregorio, vescovo cristiano orientale siro (Perat-Maishan - Seleucia-Ctesifonte, † 609)

## Senza attività specificata(5)
- Gregorio VI
- Gregorio II di Napoli, duca
- Gregorio I di Napoli, duca
- Gregorio IV di Napoli, duca italiano († 915)
- Gregorio di Gaeta, duca bizantino († 978)